# 古賀ゴルフ・クラブ
古賀ゴルフ・クラブ（こがゴルフクラブ）は、福岡県古賀市鹿部に広がるゴルフ場である。

## 概要
古賀ゴルフ・クラブは、かつては、福岡県小郡市大保に、1926年（大正15年）5月9日、9ホール、2,800ヤード、パー36規模のゴルフ場が開場した「福岡ゴルフ倶楽部大保コース（1944年閉鎖、設計 川崎保）」が前身である。九州では、雲仙ゴルフ場に次ぐ第2番目に開場のゴルフ場である。
1934年（昭和9年）10月、コース設計を赤星六郎に依頼し9ホールを増設、18ホールとなった。1940年（昭和15年）9月、第15回 日本プロゴルフ選手権大会が開催された。1944年（昭和19年）、陸軍被覆廠により接収され、倶楽部を閉鎖、法人の「大保土地株式会社」は残し、後に、「古賀ゴルフ土地株式会社」と改称された。1045年（昭和20年）、敗戦後、旧コースでの再建を試みたが叶えられなかった。
1947年（昭和22年）、西日本鉄道株式会社・木村重吉が、「福岡県の古賀にゴルフ場を造ろう、西鉄の土地がある」と土地を提供した。各界のゴルファーが集結し、初代理事長には木曽重義が就任した。1948年（昭和23年）5月、資金不足の中で、「福岡国際カンツリー倶楽部」サンドコース9ホール（現・インコース）が完成した。
旧大保コースの関係者の18ホールの願望は強く、唐津ゴルフクラブの9ホールと古賀コースの9ホールを、バスで繋いだ18ホールで「九州カントリー倶楽部」を設立した。1953年（昭和28年）、工事を開始、客土は古賀町（現・古賀市）花見（現・花見 (福岡県)）地区のひと山といわれた。同年10月10日、本格的な9ホールが完成、開場された。
1957年（昭和32年）9月10日、名称を福岡国際カンツリー倶楽部から「古賀ゴルフ・クラブ」に改称した。同年12月26日、旧9ホールをインコースとして、18ホールの設計を上田治に依頼し、18ホール規模のゴルフ場が開場した。玄海灘に面したリンクスコースが開場した。
上田治設計の代表的な8コースで「上田治クラシック会」を結成している、地域を越えてお互いにゴルフを楽しみ、会員間の親睦交流をはかり、倶楽部運営の活性化の一助としている。「門司ゴルフ倶楽部」（福岡県、1934年（昭和9年）開場）、「大阪ゴルフクラブ」（大阪府、1937年（昭和12年）開場）、「古賀ゴルフ・クラブ」（福岡県、1953年（昭和28年）開場）、「下関ゴルフ倶楽部」（山口県、1956年（昭和31年）開場）、「奈良国際ゴルフ倶楽部」（奈良県、1957年（昭和32年）開場）、「小野ゴルフ倶楽部」（兵庫県、1961年（昭和36年）開場）、「茨城ゴルフ倶楽部」（茨城県、1962年（昭和37年）開場）、「広島カンツリー倶楽部」（広島県、1963年（昭和38年）開場）。

## 所在地
〒811-3105 福岡県古賀市鹿部1310-1番地

## コース情報
- 開場日 - 1926年5月9日
- 設計者 - 上田 治
- 面積 - 700,000m2（約21.1万坪）
- コースタイプ - シーサイドコース
- コース - 18ホールズ、パー72、6,820ヤード、コースレート75.0
- グリーン - 2グリーン、ベント（ペンクロス）&バミューダ
- プレースタイル - 歩行、キャディ付き
- 練習場 - 14打席 220ヤード
- 休場日 - 毎週月曜日、12月31日、1月1日・2日、8月14日、2月最終火・水曜日 [7][5]

## クラブ情報
- ハウス面積 - 2,310m2（698.7坪）
- ハウス設計 - 株式会社日建設計
- ハウス施工 - 大成建設株式会社[8]

## ギャラリー
- コース - 「古賀ゴルフ・クラブ」、コースガイド
- ハウス - 「古賀ゴルフ・クラブ」、施設の案内

## 交通アクセス
鉄道
- 鹿児島本線（JR九州） - ししぶ駅よりクラブバス利用 約5分、または徒歩約7分
- 西鉄貝塚線 - 西鉄新宮駅よりクラブバス利用 約5分

道路
- 九州自動車道 - 古賀ICより 4km 約10分[9]

1958年10月から2007年3月までは、西鉄宮地岳線（現・貝塚線）の古賀ゴルフ場前駅が最寄りとして存在した。

## メジャー選手権
- 1940年（昭和15年） - 第15回 日本プロゴルフ選手権大会[3]
- 1961年（昭和36年） - 第29回 日本プロゴルフ選手権大会[3]
- 1997年（平成9年） - 第62回 日本オープンゴルフ選手権競技大会[10]
- 2008年（平成20年） - 第73回 日本オープンゴルフ選手権競技大会[10]
- 2019年（令和元年） - 第84回 日本オープンゴルフ選手権競技大会[10]

## エピソード
- 古賀ゴルフ・クラブは、大正時代の開場時は、倶楽部名を「福岡ゴルフ倶楽部」といい、発祥の地は、福岡市の大保池と東野池の間にあった、現在の小郡市で、約600年前に南北朝が戦った古戦場跡である[2]。
- 1945年（昭和20年）、敗戦、その後、旧コースでの再建はならなかった、旧大保コースの関係者が、1947年（昭和22年）頃、福岡市郊外の二日市にショートコース6ホールを開場し、「筑紫カンツリー倶楽部」として営業していた[2]。
- 1948年（昭和23年）5月、現在のインコースに当たる9ホールが仮オープンした当時は、グリーンは芝がまばらで、カップはブリキ缶を埋めただけ、「赤土の土俵グリーン」といわれていた[2]。
- 古賀ゴルフ・クラブは、英国のゴルフ場のようだ、白いクラブハウスに、人間の身長の2倍もある深さのバンカーなど、まさに、玄海灘に面したリンクスコースなのである[2]。

## 関連文献
- 『建築と社会』、「作品作風 古賀ゴルフ・クラブ」、大阪 日本建築協会、1958年4月、2020年8月6日閲覧
- 『ふるさと飛行』、「古賀ゴルフ・クラブ 福岡県航空写真集』、福岡 西日本新聞社、1983年10月、2020年8月6日閲覧
- 『月刊ゴルフマネジメント』、「ゴルフ倶楽部を考える(162)古賀ゴルフクラブの創設と発展」、井上勝純著、東京 一季出版、1999年10月、2020年8月6日閲覧
- 『月刊ゴルフマネジメント』、「ゴルフ倶楽部を考える(163)古賀ゴルフクラブ、18ホールに拡張」、井上勝純著、東京 一季出版、1999年11月、2020年8月6日閲覧
- 『現代建築』、「古賀ゴルフ・クラブ クラブハウス 福岡県古賀市 設計・監理/日建設計 施工/大成建設」、東京 近代建築社、2016年1月、2020年8月6日閲覧